# Andora na Mistrzostwach Europy w Lekkoatletyce 2016
Andora na Mistrzostwach Europy w Lekkoatletyce 2016 – reprezentacja Andory podczas Mistrzostw Europy w Amsterdamie liczyła 3 zawodników (2 mężczyzn i 1 kobietę).

## Występy reprezentantów Andory

### Mężczyźni

#### Konkurencje biegowe
| Zawodnik    | Konkurencja   | Eliminacje | Eliminacje | Półfinał | Półfinał | Finał    | Finał |
| Zawodnik    | Konkurencja   | Rezultat   | Poz.       | Rezultat | Poz.     | Rezultat | Poz.  |
| ----------- | ------------- | ---------- | ---------- | -------- | -------- | -------- | ----- |
| Mikel de Sa | Bieg na 200 m | 22.74      | 24.        | NQ       | NQ       | NQ       | NQ    |
| Pol Moya    | Bieg na 800 m | 1:50.03    | 19..       | NQ       | NQ       | NQ       | NQ    |

### Kobiety

#### Konkurencje techniczne
| Zawodniczka  | Konkurencja | Eliminacje | Eliminacje | Finał    | Finał   |
| Zawodniczka  | Konkurencja | Rezultat   | Pozycja    | Rezultat | Pozycja |
| ------------ | ----------- | ---------- | ---------- | -------- | ------- |
| Claudia Guri | Skok wzwyż  | 1.75       | 26..       | NQ       | NQ      |